# الأكاديمية البابوية للعلوم
| جزء من سلسلة ثقافة الفاتيكان |
| اللغات • المرأة منتخب كرة القدم • أكاديمية العلوم أكاديمية العلوم الاجتماعية المرصد الفلكي النشيد البابوي الموسيقى • جوقة كنيسة سيستينا المراقب الروماني • مركز تلفزيون الفاتيكان كاتدرائية القديس بطرس • كنيسة سيستينا الميدان • المتاحف • المكتبة الحدائق • الأرشيف • قبر القديس بطرس القصر الرسولي • بيت القديسة مرثا غرف رافاييل • تمثال بيتتا |

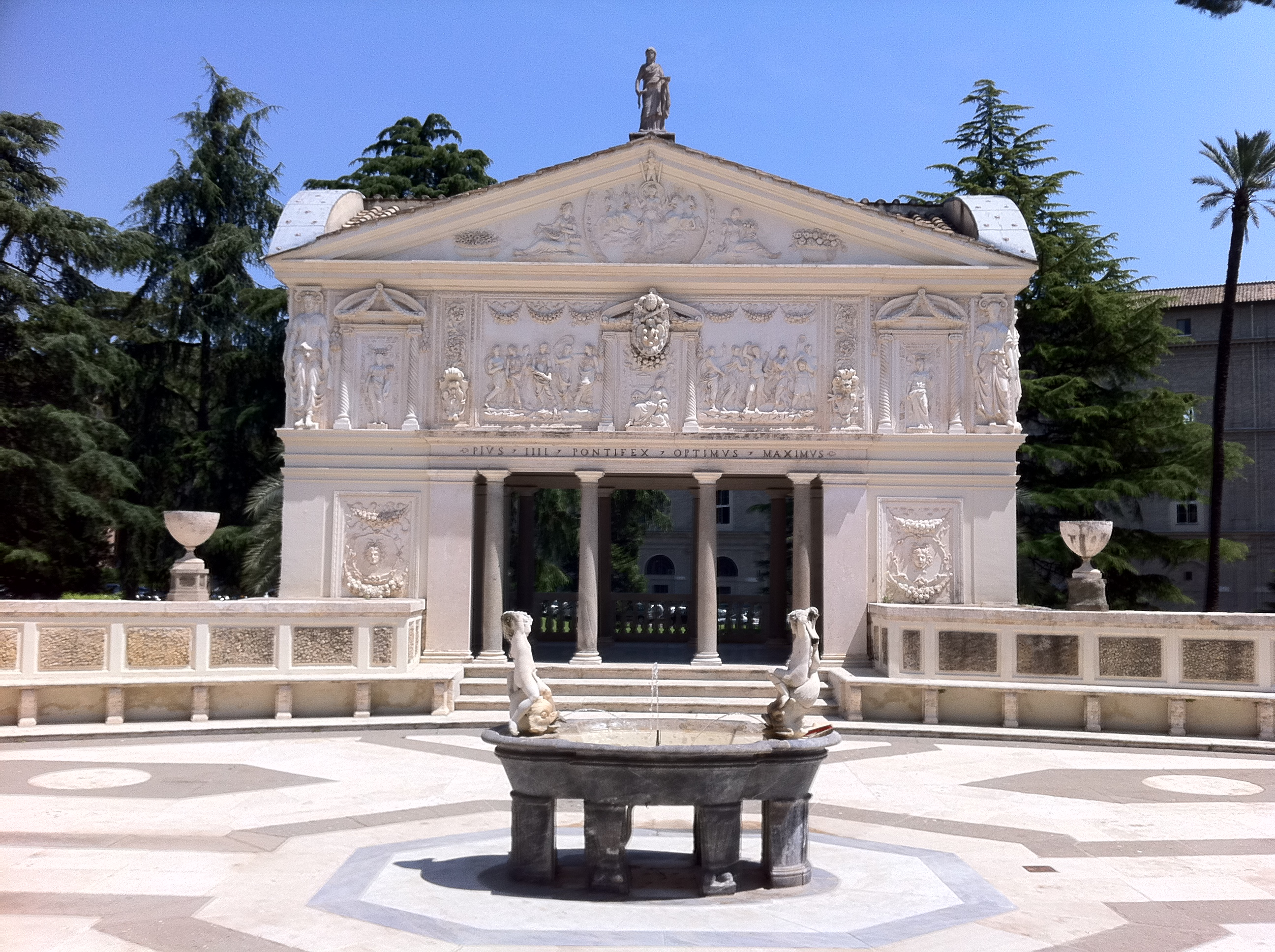
الساحة الخلفية للأكاديمية البابوية للعلوم.

الأكاديمية البابوية للعلوم (باللاتينية: Pontificia Academia Scientiarum) تأسست عام 1936 بطلب من البابا بيوس الحادي عشر، لتعزيز تقدم العلوم خصوصًا الرياضيات الفيزيائية والرياضيات الطبيعية ودراسة المشاكل المعرفية ذات الصلة؛ وقد خرجت أسماء هامة في علم الفيزياء في القرن العشرين أمثال ستيفن هوكينغ والحائزين على جائزة نوبل في الفيزياء تشارلز هارد تاون وفيرنر هايزنبيرغ فضلًا عن حائزين على جائزة نوبل العلميّة من مختلف المجالات منهم إرنست رذرفورد وماكس بلانك وأوتو هان ونيلس بور وإرفين شرودنغر وغيرهم.
كما اقام الفاتيكان المرقب الفلكي الفاتيكاني في قلعة غاندولوفو إلى الجنوب من روما، ويتبع للمرقب مرقبًا آخر في جبل غراهام بيل في الولايات المتحدة الإمريكية؛ وقد خرّج المرقب الذي يعتبر واحدًا من أهم مراقب العالم عددًا من العلماء المرموقين أمثال ميشال هيلر، جورج كوين، وفان جورج بيسبورغ وجميعهم حاصلين على جوائز تمبلتون لعلماء الكونيات؛ اهتمت الكنيسة الكاثوليكية طوال تاريخها بعلم الفلك خصوصًا لأهميته في تحديد ميعاد عيد الفصح وكذلك في حساب التوقيت والأيام، وكانت الفاتيكان قد قادت عملية تصحيح التقويم عام 1583 والذي عرف باسم بابا ذلك العصر غريغوري الثالث عشر باسم «التقويم الغريغوري» وهو التقويم الميلادي المعترف به في مختلف أنحاء العالم اليوم.
في يناير 2011 عين البابا بنديكتوس السادس عشر العالم السويسري والحائز على جائزة نوبل في الطب فرنر أربر رئيساً للأكاديمية البابوية للعلوم، ليكون أول بروتستانتي يتبوأ هذا المنصب في التاريخ.

## مواقع خارجية
- الموقع الرسمي
- Message to the Pontifical Academy of Sciences on Evolution by Pope John Paul II, 22 October 1996
- History
- Photo Galleries
- Article about inner workings and relationship to other councils